# تپه پاسگاه
تپه پاسگاه مربوط به هزاره ۵ - دوره ساسانیان است و در درگز، جنوب یاریم تپه، روبروی کلانتری ۱۲ واقع شده و این اثر در تاریخ ۲۳ فروردین ۱۳۴۶ با شمارهٔ ثبت ۶۸۳ به‌عنوان یکی از آثار ملی ایران به ثبت رسیده است.